# Enrique Martín Navarro
Enrique „Quique“ Martín Navarro (* 3. Juni 1924 in Valladolid; † 12. April 2016) war ein spanischer Fußballspieler und -trainer.

## Sportlicher Werdegang
Martín begann mit dem Fußballspielen bei CD Castellón, 1943 wechselte er zum FC Barcelona. Hier stand der Torhüter jedoch im Schatten der Stammtorhüter Juan Zambudio Velasco sowie Antoni Ramallets und kam bis 1950 nur unregelmäßig zum Einsatz. In dieser Zeit gewann er mit dem Klub dreimal den Meistertitel sowie 1949 mit der Coupe Latine einen internationalen Titel sowie den Copa Eva Duarte. Anschließend wechselte er zum FC Valencia, bei dem er zur Stammkraft wurde. 1954 gewann er durch Tore des zweifach erfolgreichen Antonio Fuertes und Manuel Badenes das Endspiel um die Copa del Generalísimo durch einen 3:0-Erfolg gegen seinen Ex-Klub FC Barcelona. Ab 1957 lief er bei UD Levante auf und ließ dann beim CD Alcoyano als Spielertrainer seine Karriere ausklingen.
Seinen ersten reinen Cheftrainerposten übernahm Martín 1959 bei Atlético Saguntino in der seinerzeit drittklassigen Tercera División. Es folgten kurzfristige Engagements beim Ligakonkurrenten CD Onda und den Amateurklubs CD Dénia und Torrent CF. 1962 kehrte er als Trainer zu UD Levante zurück, mit dem Klub stieg er im folgenden Sommer in die Primera División auf. 1964 wechselte er zum Ligakonkurrenten Real Oviedo, mit dem er jedoch aus der höchsten Spielklasse abstieg und anschließend erneut bei UD Levante anheuerte. Ab 1965 trainierte er CD Constancia in der Segunda División, 1967 war er kurzzeitig für UE Lleida tätig und betreute anschließend Paiporta CF und UD Alzira in Valencias Amateurfußball.